# Simon Lee Evans
Simon Lee Evans (Bangor, 13 ottobre 1975) è un arbitro di calcio gallese.